# Hypephyra terrosa
Hypephyra terrosa là một loài bướm đêm trong họ Geometridae.